# Armas del Conde-Duque de Olivares
El escudo de armas de Gaspar de Guzmán, conde-duque de Olivares era la representación gráfica del linaje y empleos de este noble que fue valido de Felipe IV.

## Historia
Gaspar de Guzmán fue hijo de Enrique de Guzmán, II conde de Olivares. Tras la subida al trono de Felipe IV en 1621, pasaría a formar parte del ámbito más cercano al monarca, llegando a ser su valido desde 1622 hasta su caída en 1643. Cuestión muy particular es que durante este tiempo adquirió distintos honores y cargos que tuvieron su reflejo en las armerías (elementos exteriores) de su escudo de armas, llegando a suponer en palabras de Guillén Berrendero:
un verdadero retrato del cursus honorum del favorito.
El blasón del conde-duque es la base del escudo de armas de la localidad de Loeches, localidad que fue cabeza de un señorío de su propiedad. El escudo se adoptó en 1982 mediando dictamen de la Real Academia de la Historia.

## Descripción
El blasón se describe como un escudo cuartelado en aspa. En el primer y cuarto cuartel en campo de azur,  una caldera jaquelada de oro y gules, y gringolada de siete cabezas de sierpe de sinople en cada asa. En el segundo y tercer cuartel en campo de plata, cinco armiños de sable puestos en aspa; bordura del escudo componada de Castilla y de León.

Además el blasón llevaba acolada la cruz de orden de Predicadores, cuyo fundador Santo Domingo de Guzmán se consideraba del mismo linaje que el conde-duque. Alrededor del blasón se disponía una gruesa y rica cadena de oro con letras grabadas. El escudo se timbraba con una corona ducal abierta y una filacteria con el lema: 
Philippi IV. Mvnificencia (en latín, por la munificencia de Felipe IV [de España].)
Una de las particularidades del blasón era la de contar con letras referentes a tres inscripciones latinas que mostraban el cursus honorum del conde-duque:
- En la corona y sustituyendo a las joyas: D, G, III, C y O; por Dominus Gaspar,  III [tertius]  Comes Olivares, en español,  Don Gaspar, III [tercer] conde de Olivares.
- Entre la corona y la cadena que rodeaba el escudo: F, E, I; por Fortuna Etiam Invidente, en español, Fortuna también es celosa.
- En los eslabones que rodeaban la cadena, empezando por la esquina superior derecha del blasón y en sentido horario: A, C, G, D, D, M, A, H, P, P, M, I, C, I, P, G, I; por Addidit, Comitatui, Grandatum, Ducatum, Ducatum, Marchionatum Arcis Hispalensis Perpetuam Praefectuaram, Magnam Indiarum Cancellariam, tum Primam Gutmanorum Lineam, en español, Añadió: al condado [de Olivares], la grandeza [de España] y el ducado [de Olivares]; el ducado [de Sanlúcar la Mayor]; el marquesado [de Heliche], la alcaídia perpetua del Alcázar de Sevilla, la gran cancillería de las Indias y la línea primogénita de los Guzmanes.

Según Diego Ortiz de Zúñiga estas tres frases latinas, se referían a la siguiente sentencia:
Don Gaspar, tercero Conde de Olivares por la magnificencia de Filipo IV emulandolo la mesma fortuna [...] Añadió al Condado, grandeza, Ducado (en el de Olivares), Ducado (en el de S. Lucar la mayor, aunque este se dividió), Marquesado (en el de Heliche), la Alcaidia perpetua del Alcaçar de Seuilla, la gran Cancilleria de las Indias, y la primera línea de los Guzmanes. 

## En el arte
El escudo de armas se incluyó en distintas obras de arte, desde grabados y portadas de libros a tapices, pasando por escudos de armas esculpidos en edificios bajo su propiedad o patronato.

Ejemplos en el arte
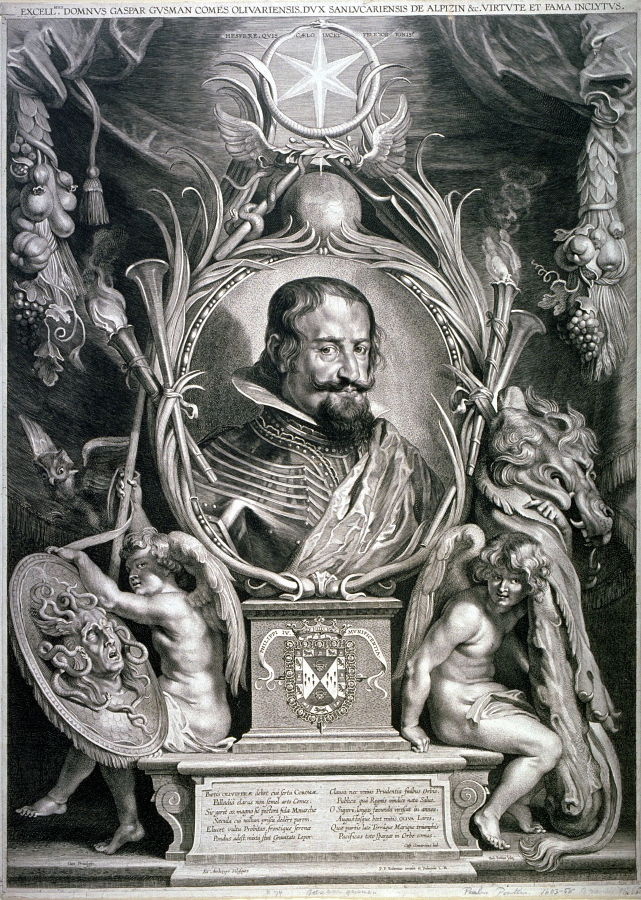
En un grabado que retrata alegóricamente al conde-duque, por Paulus Pontius (c. 1632).
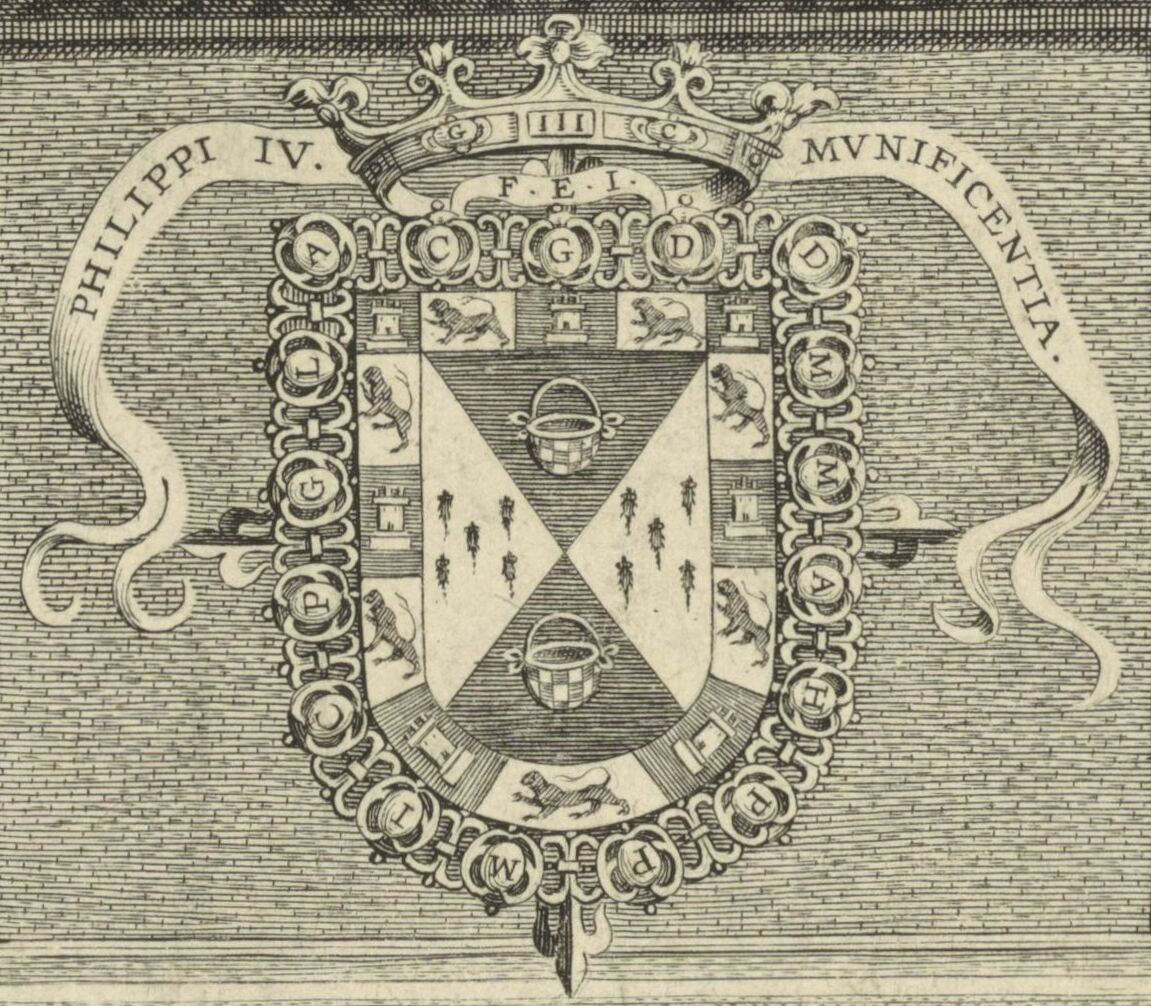
Detalle del anterior.
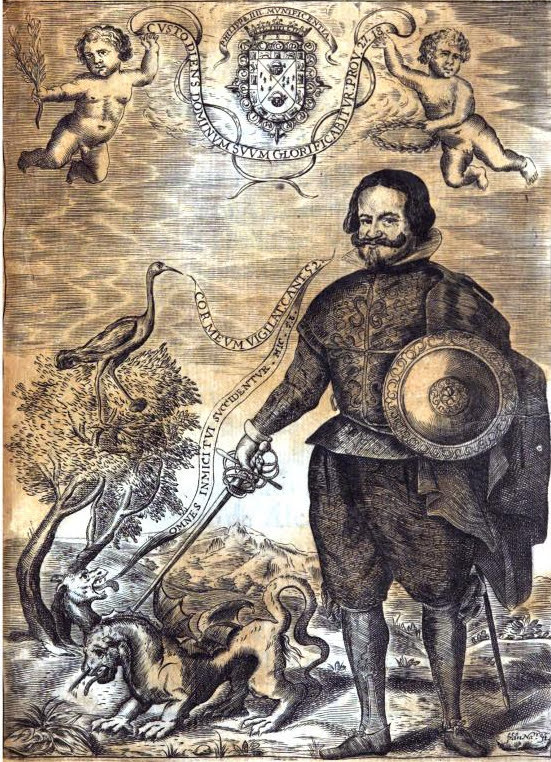
En otro retrato alegórico por Francisco Navarro en la portada del libro Extremos y grandezas de Constantinopla compuesto por Rabí Moysen Almosnino. (Madrid, 1638)
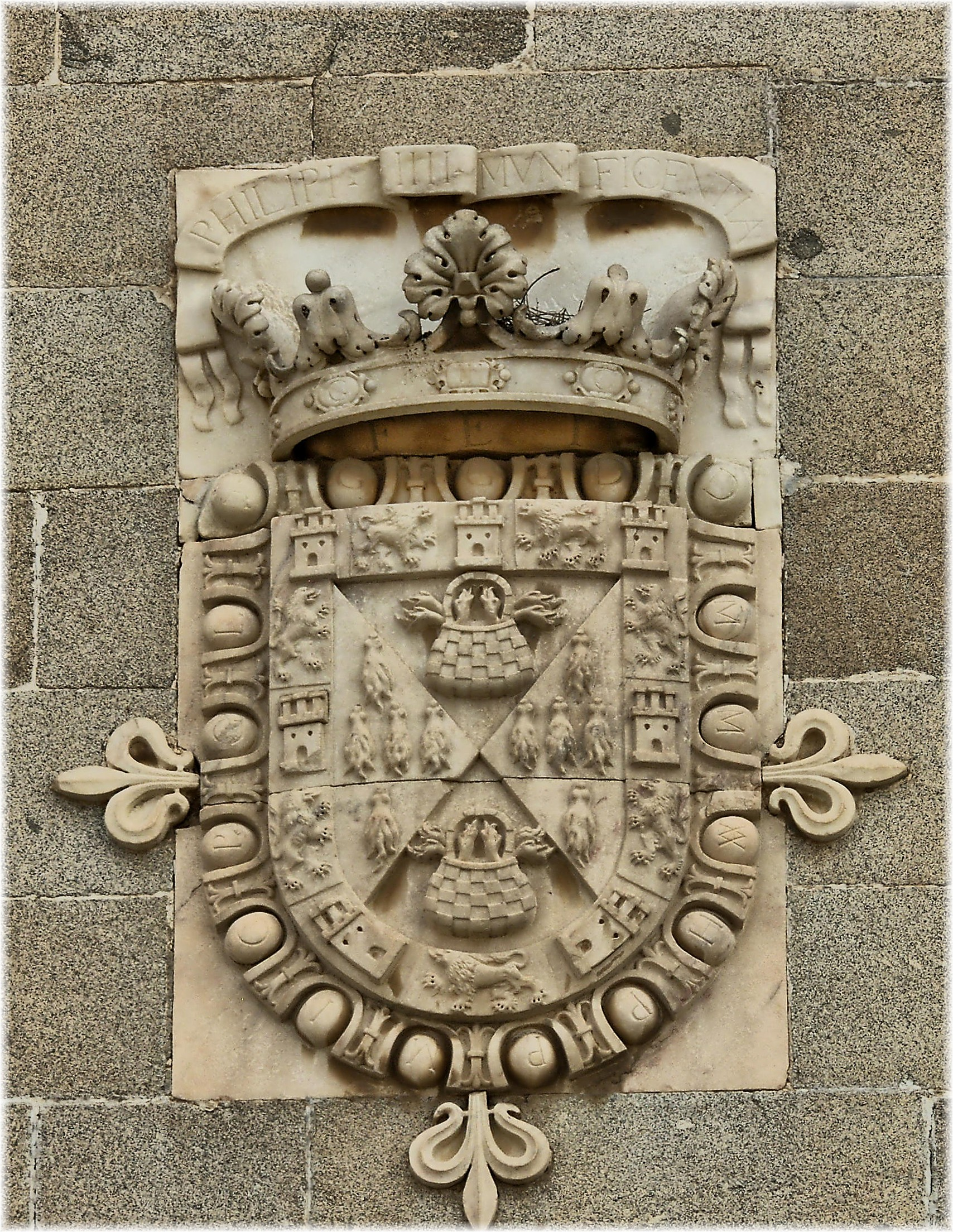
Escudo en su patronazgo del Monasterio de la Inmaculada Concepción en Loeches (Madrid)

### Individuales
1. 1 2  Prada Machuca, Alejandro. «La Plaza Mayor de Olivares, Sevilla». Identidad e Imagen de Andalucía en la Edad Moderna. Consultado el 18 de marzo de 2023.
2. ↑  Martínez Marín, Cruz María (2022). «El libro de Horas del Colegio del Patriarca (Valencia), ¿un regalo de Felipe el Hermoso a Juan Alonso Pérez de Guzmán?». Santander. Estudios de Patrimonio (5): 325-352. ISSN 2605-4450. Consultado el 18 de marzo de 2023.
3. ↑  Guillén Berrendero, 2020, p. 555.
4. ↑  «Real Decreto 3298/1981, de 13 de noviembre, por el que se autoriza al Ayuntamiento de Loeches, de la provincia de Madrid, para adoptar su escudo heráldico municipal.». Boletín Oficial del Estado (10). 12 de enero de 1982. p. 684.
5. ↑  «Orígenes familiares de Santo Domingo, los linajes de Aza y Guzmán». Santo Domingo de Caleruega en su contexto sociopolítico: 1170-1221, 1994, ISBN 84-87557-77-5, págs. 173-228 (San Esteban): 173-228. 1994. ISBN 978-84-87557-77-4. Consultado el 18 de marzo de 2023.
6. ↑  Castro, Adolfo de (1846). «Libro VII». El Conde-duque de Olivares y el rey Felipe IV. Cádiz: Imprenta, librería y litografía de la Revista Medica. pp. 167-168. Consultado el 18 de marzo de 2023.
7. ↑  Ortiz de Zúñiga, Diego (1796). «Año 1645». Anales Eclesiásticos y Seculares de la M.N. y M.L. Ciudad de Sevilla IV. Madrid: Imprenta Real. pp. 387-388. Consultado el 18 de marzo de 2023. citado en Guillén Berrendero, 2020, p. 555
8. ↑  Martínez Larrañaga, Fernando (26 de marzo de 2010). «Armas del conde-duque de Olivares». Blog Heraldistas. Consultado el 18 de marzo de 2023.